# デュルケーム学派
デュルケーム学派（でゅるけーむがくは、Durkheimian School, École Durkheimienne）は、エミール・デュルケームを指導者としたフランス社会学の一派。社会学主義とも。
デュルケームが1898年に創刊した『社会学年報』（L'Année Sociologique）を拠点としている。そもそもこの雑誌はデュルケームと彼の弟子の研究成果を発表する場であったことから、ここに集う者が社会学を具現化する集団と見られるようになった。
社会学のみならず、民族学、歴史学の分野などから参加した人物もいた（マルセル・モースなど）。